# Moonee Ponds Creek
Moonee Ponds Creek är ett vattendrag i Australien. Det ligger i delstaten Victoria, nära delstatshuvudstaden Melbourne.
Runt Moonee Ponds Creek är det i huvudsak tätbebyggt. Genomsnittlig årsnederbörd är 971 millimeter. Den regnigaste månaden är juni, med i genomsnitt 115 mm nederbörd, och den torraste är januari, med 34 mm nederbörd.